# Lonchitophyllum reticulatum
Lonchitophyllum reticulatum är en insektsart som beskrevs av Brunner von Wattenwyl 1895. Lonchitophyllum reticulatum ingår i släktet Lonchitophyllum och familjen vårtbitare. Inga underarter finns listade i Catalogue of Life.